# Olfa Charni
Pour les articles homonymes, voir Cherni.
Olfa Charni, née le 24 mai 1980 à Jendouba, est une tireuse sportive tunisienne.

## Carrière
Olfa Charni commence à pratiquer le tir sportif en 2005. Elle remporte deux médailles d'or en pistolet à air comprimé à 10 mètres et au pistolet à 25 mètres aux Jeux panarabes de 2011 à Doha. Elle est par ailleurs nonuple championne d'Afrique individuelle de tir sportif (deux titres en 2007, un en 2010, deux en 2011, un en 2015, un en 2017 et deux en 2019). Elle est aussi médaillée d'or en pistolet à 10 m air comprimé par équipes aux championnats d'Afrique 2014.
Elle dispute l'épreuve féminine de pistolet à 10 mètres air comprimé des Jeux olympiques d'été de 2016 et termine neuvième sur 44 en qualifications, seules les huit premières se qualifiant pour la finale.
Elle est médaillée de bronze aux Jeux de la solidarité islamique en 2017.
Aux championnats d'Afrique 2019 à Tipaza, elle est médaillée d'or en pistolet à air comprimé à 10 mètres ainsi qu'en tir au pistolet à 2 mètres, et médaillée de bronze en pistolet à air comprimé à 10 mètres par équipe mixte avec Ala Al-Othmani.
Elle participe aux Jeux olympiques de 2020 à Tokyo.
Elle est médaillée d'argent en pistolet à 10 m air comprimé ainsi que médaillée de bronze en pistolet à 10 mètres par équipe mixte avec Ala Al-Othmani aux championnats d'Afrique 2022 à Béni Khalled.
Elle est médaillée d'argent en pistolet à 10 m air comprimé ainsi qu'en pistolet à 25 mètres aux championnats d'Afrique 2023 au Caire.